# Juan de Espinosa
 (juin 2025).
Pour les articles homonymes, voir Espinosa.
Juan Bautista de Espinosa est un artiste-peintre espagnol, né vers 1590 et mort vers 1641 à Madrid.
On ne sait que peu de choses de ce peintre, si ce n'est qu'il est actif à Madrid et à Tolède entre 1612 et 1626. De plus, un artiste homonyme est parfois confondu avec lui, Juan de Espinosa (actif entre 1628 et 1659).

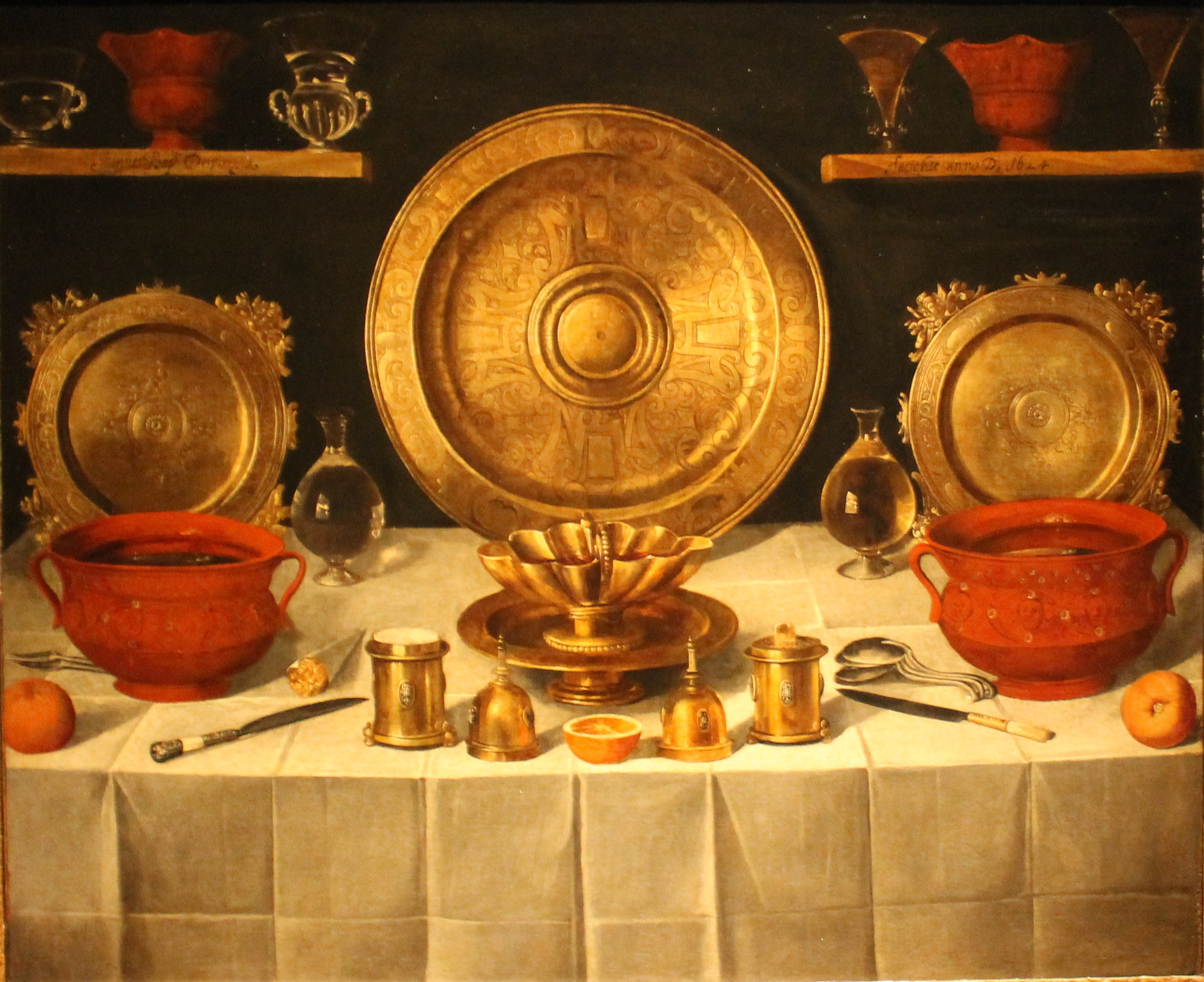